# Укша (река, впадает в Келкозеро)
Укша — река в России, протекает по Пудожскому району Карелии.

## Общие сведения
Берёт своё начало из Укшозера, впадает в Келкозеро, из которого вытекает Келка. Длина реки — 8 км, площадь водосборного бассейна — 179 км².
Бассейну Укши также принадлежат озёра Буче-Ланда и Немозеро.

## Данные водного реестра
По данным государственного водного реестра России относится к Балтийскому бассейновому округу, водохозяйственный участок реки — Водла, речной подбассейн реки — Свирь (включая реки бассейна Онежского озера). Относится к речному бассейну реки Нева (включая бассейны рек Онежского и Ладожского озера).
Код объекта в государственном водном реестре — 01040100412102000016258.